# Ley de comunidades nativas y de desarrollo agrario de la selva y ceja de selva
La Ley de comunidades nativas y de promoción agropecuaria de regiones de selva y ceja de selva, o Decreto Ley n.° 22175, es un instrumento normativo peruano cuya finalidad es la de establecer una estructura agraria mediante proyectos de asentamiento rural, que contribuyan al desarrollo integral de las regiones de Selva y Ceja de Selva, a fin de que su población alcance niveles de vida compatibles con la dignidad de la persona humana.

## Historia
En relación con dicha norma, como antecedente se encuentra el Decreto Ley Nro. 20653 o Ley de Comunidades Nativas y de Promoción Agropecuaria de Regiones de Selva y Ceja de Selva, promulgada en el año de 1974.
El 10 de mayo de 1978, se promulgó la Ley de comunidades nativas y de desarrollo agrario de la selva y ceja de selva, también denominada Decreto Ley n.° 22175, donde el estado reconoce la existencia legal y la personería jurídica de las comunidades nativas; además de garantizar la propiedad territorial de dichas comunidades; asimismo, declarando nulas las obligaciones existentes o las que se originen a futuro.
El 22 de enero de 1979, se promulgó el Reglamento de la Ley n.º 22175 a través Decreto Supremo n.º 003-79-AA; cumpliendo con lo establecido por sus Disposiciones Transitorias y complementando la norma en cuestión.

## Contenido
La ley incluye 102 artículos distribuidos en VI Títulos, además de contar con 7 Capítulos, Disposiciones Complementarias, Disposiciones Transitorias y Disposición Final, siendo:
- Título I - Principios básicos, cuyo contenido guarda los artículos 1 al 6.
- Título II - De las comunidades nativas, cuyo contenido guarda los artículo 7 al 27.
- Título III - De las tierras de las regiones de selva y ceja de selva, cuyo contenido guarda los artículo 28 al 78, distribuidos en 7 Capítulos.
- Título IV -Del aprovechamiento integral de los recursos naturales renovables, cuyo contenido guarda los artículo 79 al 88 .
- Título V - De la promoción agraria, cuyo contenido guarda los artículos 89 al 98.
- Título VI - De la participación de los trabajadores, cuyo contenido guarda los artículos 99 al 102.
- Disposiciones complementarias, transitorias y final.

## Definiciones
La norma contempla ciertos aspectos, que debe señalarse, de los cuales podemos señalar:
- El artículo 3, define el asentamiento rural, siendo:

Se entiende por asentamiento rural el establecimiento organizado de personas 
dedicadas al aprovechamiento integral e integrado de los recursos naturales renovables, mediante sistemas de producción que maximicen, la rentabilidad social, económica y ecológica y aseguren un adecuado acondicionamiento del territorio.

- El artículo 8, establece las consideraciones para Comunidades Nativas, siendo:

Las Comunidades Nativas tienen origen en los grupos tribales de la Selva y 
Ceja de Selva y están constituidas por conjuntos de familias vinculadas por los siguientes elementos principales: idioma o dialecto, caracteres culturales y sociales, tenencia y usufructo común y permanente de un mismo territorio, con asentamiento nucleado o disperso.

- El artículo 9, define a las personas que serán consideradas como miembros de las Comunidades Nativas, a cuyo tenor es

Son miembros de las Comunidades Nativas los nacidos en el seno de las 
mismas y aquellas a quienes éstas incorporen siempre que reúnan los requisitos que señale el Estatuto de Comunidades Nativas. Se pierde la condición de comunero por residir fuera del territorio comunal por más de doce meses consecutivos, salvo que la ausencia sea motivada por razones de estudio o salud debidamente acreditadas, por traslado al territorio de otra Comunidad Nativa de acuerdo a los usos y costumbres y por el cumplimiento del Servicio Militar.

## Impacto
A partir de la ley, el Estado Peruano asume un rol proteccionista y de otorgar de beneficios, así como el reconocimiento de derechos a las comunidades nativas de la amazonía peruana. Entre estos, se garantiza la integridad territorial de las comunidades ordenando el otorgamiento de sus respectivos títulos de propiedad sobre sus territorios ancestralmente ocupados.
Cabe señalar que ya han transcurrido más de 40 largos años y, sin embargo, este derecho de reconocimiento de la propiedad de la tierra aún no ha sido atendido plenamente, tal como lo señala Alberto Romero Ramón, indicando que:

Las razones definitivamente son varias, pero, en términos generales, se debe a un desinterés mostrado por parte del Estado para cubrir esta meta social. Esto se refleja en el hecho de que las direcciones regionales agrarias del Ministerio de Agricultura y Riego –MINAGRI-, cuyas jurisdicciones comprenden territorios de comunidades nativas, no cuenten con un presupuesto asignado exclusivamente para la atención de esta actividad. Ello no les permite contar con el personal especializado y capacitado ni menos con la implementación logística mínima para atender los trabajos de titulación tanto de campo como de gabinete.